# Michel D'Hooghe
Michel D'Hooghe (Zele, Flandes Oriental, 19 de febrer de 1912 - Lokeren, 12 de maig de 1940) va ser un ciclista belga que fou professional entre 1933 i 1940. Sempre va córrer a l'equip Van Hauwaert.
Com molts d'altres ciclistes de la seva generació va veure estroncada la seva carrera professional per culpa de la Segona Guerra Mundial, durant la qual va morir a conseqüència d'un bombardeig aeri sobre la ciutat de Lokeren.
Durant la seva carrera aconseguí una quinzena de victòries, entre les que destaca el Tour de Flandes de 1937.

## Palmarès
- 1935
  - 1r al Critèrium d'Aalst
- 1936
  - 1r del Tour de Limburg
  - 1r a l'Etoile de Deurne
  - 1r al Premi de Zwevegem
- 1937
  - 1r del Tour de Flandes
  - 1r al Gran Premi Stad Sint-Niklaas
- 1938
  - Campió de Flandes Oriental